# Wereldkampioenschappen synchroonzwemmen 2013 – Duet technische routine
De technische routine voor duetten tijdens de wereldkampioenschappen synchroonzwemmen 2013 vond plaats op 21 juli 2013 in het Palau Sant Jordi in Barcelona.

## Uitslag
| Rang   | Naam                                               | Land                | Voorronde | Voorronde | Finale | Finale |
| Rang   | Naam                                               | Land                | Punten    | Rang      | Punten | Rang   |
| ------ | -------------------------------------------------- | ------------------- | --------- | --------- | ------ | ------ |
| Goud   | Svetlana Kolesnitsjenko Svetlana Romasjina         | Rusland             | 97.000    | 1         | 97.300 | 1      |
| Zilver | Jiang Tingting Jiang Wenwen                        | China               | 94.800    | 2         | 94.900 | 2      |
| Brons  | Ona Carbonell Margalida Crespí                     | Spanje              | 93.900    | 3         | 93.800 | 3      |
| 4      | Lolita Ananasova Anna Volosjyna                    | Oekraïne            | 91.800    | 4         | 92.400 | 4      |
| 5      | Yumi Adachi Yukiko Inui                            | Japan               | 90.400    | 5         | 91.700 | 5      |
| 6      | Chloe Isaac Karine Thomas                          | Canada              | 89.700    | 6         | 90.000 | 6      |
| 7      | Evangelia Platanioti Despoina Solomou              | Griekenland         | 89.200    | 7         | 88.300 | 7      |
| 8      | Olivia Allison Jenna Randall                       | Verenigd Koninkrijk | 87.700    | 8         | 87.800 | 8      |
| 9      | Linda Cerrutti Costanza Ferro                      | Italië              | 87.300    | 9         | 87.800 | 9      |
| 10     | Kim Jin-gyong Kim Jong-hui                         | Noord-Korea         | 84.100    | 10        | 84.700 | 10     |
| 11     | Soňa Bernardová Alžběta Dufková                    | Tsjechië            | 83.900    | 11        | 84.600 | 11     |
| 12     | Isabel Delgado Plancarte Nuria Diosdado García     | Mexico              | 83.300    | 12        | 83.800 | 12     |
| 13     | Lorena Molinos Giovana Stephan                     | Brazilië            | 83.300    | 13        | 82.500 | 13     |
| 14     | Pamela Fischer Anja Nyffeller                      | Zwitserland         | 82.000    | 14        | 82.200 | 14     |
| 15     | Etel Sánchez Sofia Sánchez                         | Argentinië          | 79.300    | 15        | 79.800 | 15     |
| 16     | Alexandra Nemich Yekaterina Nemich                 | Kazachstan          | 78.000    | 16        | 78.300 | 16     |
| 17     | Estefania Alvarez Piedrahita Monica Arango Estrada | Colombia            | 77.700    | 17        |        |        |
| 18     | Wiebke Jeske Edith Zeppenfeld                      | Duitsland           | 77.600    | 18        |        |        |
| 19     | Irina Limanoeskaja Iya Zjysjkevitsj                | Wit-Rusland         | 77.300    | 19        |        |        |
| 20     | Kristina Krajčovičová Jana Labáthová               | Slowakije           | 77.100    | 20        |        |        |
| 21     | Anastasia Roezmetova Anastasia Zdrajkovskaja       | Oezbekistan         | 72.100    | 21        |        |        |
| 22     | Olia Burtaev Bianca Hammett                        | Australië           | 71.700    | 22        |        |        |
| 23     | Caitlin Anderson Kirstin Anderson                  | Nieuw-Zeeland       | 71.200    | 23        |        |        |
| 24     | Gu Se-ul Kim Ka-young                              | Zuid-Korea          | 70.800    | 24        |        |        |
| 25     | Ana Cekić Jovana Petrović                          | Servië              | 70.000    | 25        |        |        |
| 26     | Chen Mei Qi Stephanie Yap Yu Hui Crystal           | Singapore           | 69.800    | 26        |        |        |
| 27     | Anouk Stephanie Eman Kyra Hoevertsz                | Aruba               | 69.600    | 27        |        |        |
| 28     | Maria Kirkova Katlina Jordanova                    | Bulgarije           | 68.500    | 28        |        |        |
| 29     | Albany Avila Karla Loaiza                          | Venezuela           | 67.200    | 29        |        |        |
| 30     | Bianca Benavides Violeta Mitnian                   | Costa Rica          | 66.300    | 30        |        |        |
| 31     | Cho Man Yee Nora Lau Michelle Hoi Ting             | Hongkong            | 61.800    | 31        |        |        |
| 32     | Carmen Alfonso Rodriguez Odailys Suarez Castillo   | Cuba                | 31.100    | 32        |        |        |
| 33     | Aphichaya Saengrusamee Arpapat Saengrusamee        | Thailand            | 55.400    | 33        |        |        |